# Porntip Nakhirunkanok
Porntip Nakhirunkanok (7 de febrero de 1969) es una modelo tailandesa, ganadora del certamen Miss Universo 1988.

## Biografía
Nakhirunkanok nació en Bangkok, Tailandia. Su apodo era «Bui» que es ahora uno de sus nombres legales. Que significa «dormir como un bebé» en tailandés. En 1972, Porntip, que fue de 2 años de edad en el tiempo, se hospedó en Estados Unidos por su familia.
Ella es la primera hija de Udom y Nakhirunkanok Sonklin. Su padre era un miembro de una banda de cadena denominada «On The Rock». Ella tenía una hermana más joven que había muerto en 2005.
También en 1988, a la edad de 19 años, Porntip fue nombrada Embajadora de Buena Voluntad de las Naciones Unidas de Tailandia por Air Chief Marshal Siddhi Savetsila ~ Ministro de Asuntos Exteriores de Tailandia.
Porntip se graduó con una maestría (en Psicología) de la Universidad de Pepperdine, Estados Unidos.
En 2002, se casó con Herbert Simon, un hombre de negocios americano que es el dueño de la Indiana Pacers un equipo de baloncesto y Simon Property Group.
La pareja se casó por la reina Sirikit de Tailandia en el Palacio Real de Verano. Tienen un hijo y una hija. Además, ella también ha estado cuidando de los tres hijos de su hermana fallecida, junto con sus propios hijos.
Bui es también conocida en Tailandia por su trabajo de caridad, sobre todo su esfuerzo para ayudar a las víctimas de la terremoto del 2004, donde construyó 100 viviendas nuevas, con una flota de barcos y nuevas escuelas.
En 2007, 2008, 2009 y 2010, como fundadora de la Fundación Alas del ángel, Porntip donó fondos para apoyar a la agencia tailandesa Thammasat Asociaciones de Antiguos Alumnos el cual es programa de becas estadounidenses que permite a los estudiantes estadounidenses de origen tailandés que estudien en el extranjero. Para muchos era su primera oportunidad de ver a su madre patria.

## Participación
En 1984, Nakhirunkanok se unió al primer desfile de belleza tailandesa llamada «Tida Cúpula», realizada por los exalumnos de la Universidad de Thammasat (Tailandia). En ese certamen se coloca como la primera finalista.
Participó en el 1988 en el concurso Miss Tailandia celebrado en Bangkok, donde ganó y tuvo el derecho de representar a Tailandia en el certamen de Miss Universo.
A la edad de 19 años, Porntip Nakhirunkanok obtuvo el título de Miss Universo 1988 el 24 de mayo de 1988 en  Taipéi, Taiwán.
Entró en las semifinales en el cuarto lugar, justo detrás de EE. UU., República Dominicana, y Corea.
Ella recibió la puntuación de la entrevista de 9.666, la puntuación de traje de baño de 9.144 y 9.233 para el vestido de noche, respectivamente.
El certamen de 1988 es notable por el hecho de que cuatro de las cinco finalistas todos provenían del Lejano Oriente, con Amanda Olivares de México (la única del continente americano) GANADORA, Corea (Chang Yoon-jung) primera finalista,, Japón (Mizuho Sakaguchi) tercera finalista, y Hong Kong (Pauline Yeung Bo-Ling) cuarta finalista.
El resto de los 10 fueron Patricia Jiménez de la República Dominicana, Yajaira Vera Roldán, de Venezuela, Courtney Gibbs de EE. UU., Diana Patricia Arévalo de Colombia, y Bente Brunland de Noruega.